# Causus resimus
Causus resimus är en ormart som beskrevs av Peters 1862. Causus resimus ingår i släktet Causus och familjen huggormar. Inga underarter finns listade i Catalogue of Life.
Arten förekommer i centrala och östra Afrika från Nigeria till Etiopien och söderut till Moçambique. Den saknas i Kongobäckenet.